# Dekanat Heidelberg-Weinheim
Das Dekanat Heidelberg-Weinheim ist eines von 26 Dekanaten in der römisch-katholischen Erzdiözese Freiburg. Sitz ist Heidelberg.

## Geschichte

### Vorgeschichte
Heidelberg und Weinheim wiesen ursprünglich eigenständige Dekanate auf.

### Dekanatsreform
Am 1. Januar 2008 kam es mit einer Dekanatsreform im Erzbistum Freiburg zur Bildung des Dekanats Heidelberg-Weinheim als einem von 26 Dekanaten. Die zuvor eigenständigen Dekanate Heidelberg und Weinheim wurden im Zuge dieser Reform zusammengelegt.
Das Dekanat bildet zusammen mit den Dekanaten Mannheim, Wiesloch und Kraichgau die Region Rhein / Neckar.

## Gliederung
Das Dekanat Heidelberg-Weinheim gliedert sich in die folgenden sechs Seelsorgeeinheiten:
| Seelsorgeeinheiten                 | zugehörige Pfarreien und Filialen |
| ---------------------------------- | --- |
| SE Hemsbach                        | St. Laurentius (Hemsbach) mit St. Maria (Sulzbach), St. Bartholomäus (Laudenbach) |
| SE Weinheim-Hirschberg             | Herz Jesu (Weinheim), St. Laurentius (Weinheim), St. Marien (Weinheim), St. Jakobus (Hohensachsen) mit den Filialen Christkönigskirche (Großsachsen) und St. Josef (Lützelsachsen), St. Johannes Baptist (Leutershausen) mit der Filialgemeinde Herz Jesu (Oberflockenbach).                                                                                               |
| SE Ladenburg-Heddesheim            | St. Gallus (Ladenburg), St. Remigius (Heddesheim) |
| SE Steinachtal                     | Heiligkreuzsteinach, Schönau, Wilhelmsfeld |
| SE Schriesheim-Dossenheim          | Mariä Himmelfahrt (Schriesheim) mit Filiale St. Michael (Altenbach), St. Pankratius (Dossenheim) |
| Katholische Stadtkirche Heidelberg | Heilig Geist (Altstadt), St. Laurentius (Ziegelhausen), St. Laurentius (Schlierbach), St. Raphael (Neuenheim), St. Vitus (Handschuhsheim), St. Michael (Südstadt), St. Johannes (Rohrbach), St. Peter (Kirchheim), St. Paul (Boxberg), St. Bartholomäus (Wieblingen), St. Marien (Pfaffengrund), St. Albert (Bergheim), St. Bonifatius (Weststadt), St. Joseph (Eppelheim) |

## Demographische und sozialräumliche Struktur
Zum Dekanat Heidelberg-Weinheim gehören 26 Pfarreien mit über 80.000 katholischen Christen. Geographisch erstreckt sich das Dekanat entlang der badischen Bergstraße von Laudenbach im Norden bis Heidelberg-Kirchheim im Süden.
Die Seelsorgeeinheit Katholische Stadtkirche Heidelberg des Dekanats Heidelberg-Weinheim ist mit rund 40.000 Katholiken (in den beiden Städten Heidelberg und Eppelheim) die größte Seelsorgeeinheit in der Erzdiözese Freiburg.